# Psychotria siphonophora
Psychotria siphonophora är en måreväxtart som beskrevs av Ignatz Urban. Psychotria siphonophora ingår i släktet Psychotria och familjen måreväxter. Inga underarter finns listade i Catalogue of Life.